# Adolphe Hervier
Pour les articles homonymes, voir Hervier.
Louis Victor Henri Adolphe Hervier né en 1818 à Paris, où il est mort le 18 janvier 1879, est un peintre et graveur français.
Peintre paysagiste, il connut un certain intérêt critique après la fin du Second Empire.

## Biographie
Adolphe Hervier est le fils de Marie-Thérèse Ernouf (morte en 1888 à l'âge d'environ 90 ans) et Marc Antoine Hervier, peintre en miniatures, ancien élève de Jacques-Louis David. Le jeune homme est formé par son père, puis par Charles Dusaulchoy (1781-1852).
Il fréquente les ateliers de Léon Cogniet, Alexandre-Gabriel Decamps et sans doute d'Eugène Isabey, que son père connaissait par le biais de David.
Il commence à produire des œuvres à partir de 1840. Durant l'année 1843, il grave pour l'éditeur parisien Alexis Febvre, un remarquable ensemble de dessins intitulé Croquis de voyage, à la pointe sèche sur acier, qui s'inscrit dans la lignée du romantisme tout en s'en détachant.
Il expose au Salon pour la première fois en 1849 — après avoir été systématiquement refusé depuis 1837 —, puis en 1850, 1852, 1855, et enfin de 1864 à 1870.
Outre de nombreux paysages (campagne, ports) exécutés à l'huile et à l'aquarelle, Hervier compose à partir de 1840 quantité de gravures, pratiquant essentiellement à l'eau-forte et à l'aquatinte, ainsi que la lithographie au crayon. En 1852, il publie chez Lebrasseur à Paris, un album composé de lithographies, Paysages, marines, baraques. Parmi ses lieux de prédilection dans sa jeunesse, l'attire la Normandie, dont les ports de Honfleur, Le Havre, les villes comme Rouen, Granville, mais aussi la Picardie. Plus tard, il puise son inspiration au musée du Louvre.
Théophile Gautier remarque son travail, à l'occasion de la première vente organisée le 18 février 1856, à l'hôtel Drouot, par l'artiste lui-même, laquelle se solde par un échec ; cependant, Hervier connaît alors un semblant de gloire, réduite à quelques initiés dont les frères Goncourt ; puis Champfleury le remarque à son tour, et enfin Philippe Burty, lequel se montre le plus élogieux, quand, en 1876, il relève que « la manière et le choix des compositions de M. Hervier sont connus. En vain, depuis 1838, les divers […] jurys ont refusé vingt-trois fois cet artiste », qui le décrit physiquement comme « grand, fort, avec une démarche timide, la parole un peu embarrassée, le visage triste, des yeux noirs, longs et jetant des éclairs ». On connaît plusieurs dessins le représentant, dont une caricature exécuté par Nadar (Paris, BnF).
En 1863 et 1864, Gautier et Jules Janin présentent deux de ses eaux-fortes qui figurent dans les volumes portfolios de la Société des aquafortistes. En 1876, il participe à la revue Paris à l'eau-forte, sollicité par Frédéric Régamey et Richard Lesclide qui l'apprécient, et publient trois eaux-fortes, des scènes réalistes d'intérieurs paysans aux teintes contrastées.
Le critique Beraldi le juge influencé par Eugène Isabey et aussi par Rodolphe Bresdin dit « Chien-Caillou », qui était très lié à Hervier. Il semblerait également qu'Hervier ait été employé, pour gagner sa vie, à exécuter des fonds de paysage pour des peintres plus prestigieux. Il vivait à la fin de sa vie dans un réduit situé au 3 de la rue des Martyrs où il meurt le 19 janvier 1879, laissant comme héritiers son frère et sa mère.
Servant de caution critique, composant les catalogues, Burty fit passer, du vivant du peintre, entre 1873 et 1878, quantités de ses œuvres à l'hôtel Drouot.
En définitive, Hervier ne cessera d'être reconnu à titre posthume, mais trop tard : ainsi en 1888, un album de ses estampes est édité par Joly, puis, en 1896, Raymond Bouyer dans la Gazette des beaux-arts et la revue L'Image, sous la plume de Roger Marx, tentent de souligner la beauté et l'originalité de ses compositions « parfois fantasques » et « au caractère d'essais intimes » ; le prestigieux magazine d'art The Studio lui consacre enfin un dossier en janvier 1909, évoquant là « un illustre oublié, un malchanceux ».
Le musée des Beaux-Arts de Dijon, ainsi que le musée Lambinet à Versailles conservent des toiles d'Hervier. Le département des arts graphiques du musée du Louvre à Paris conserve quelques estampes et dessins[réf. souhaitée].

## Quelques œuvres

Quelques œuvres d'Adolphe Hervier
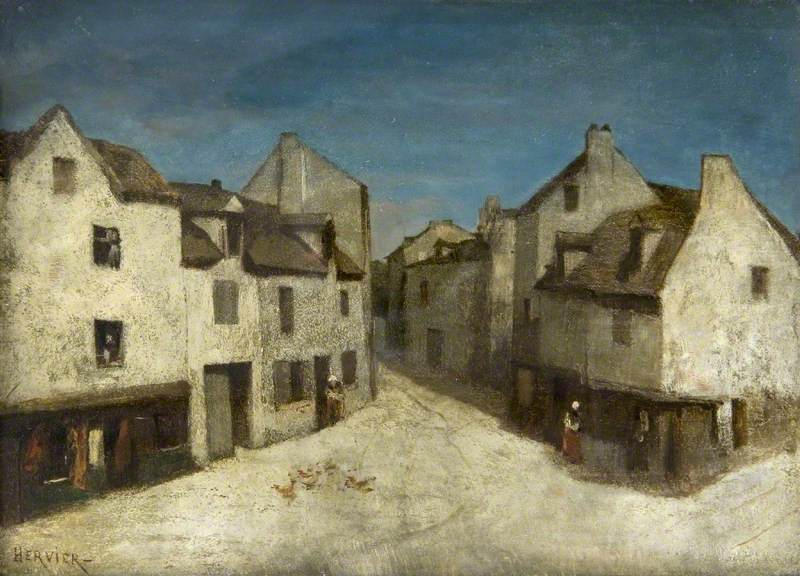
Rue de village avec volaille (n. d.), huile sur panneau (Glasgow, Collection Burrell).
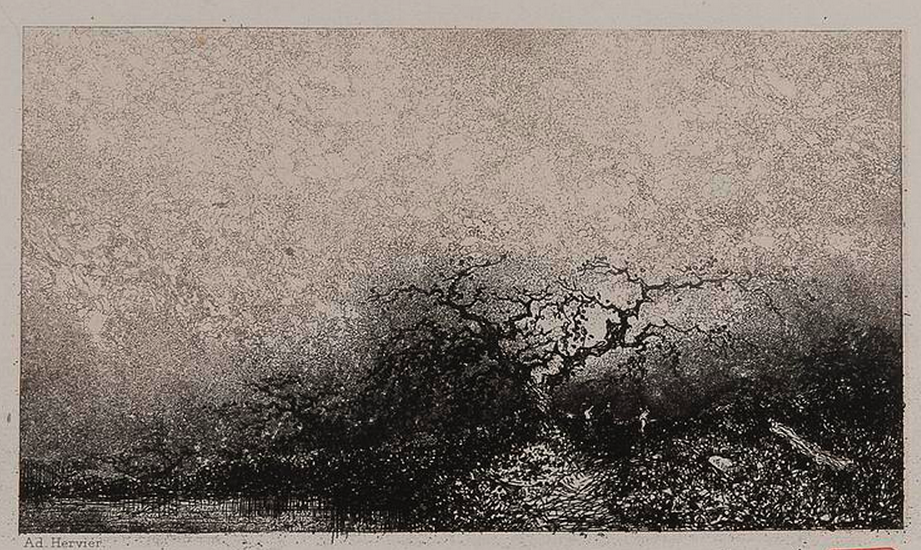
Paysage (1843), pointe sèche, publiée dans Croquis de voyage en 1843.
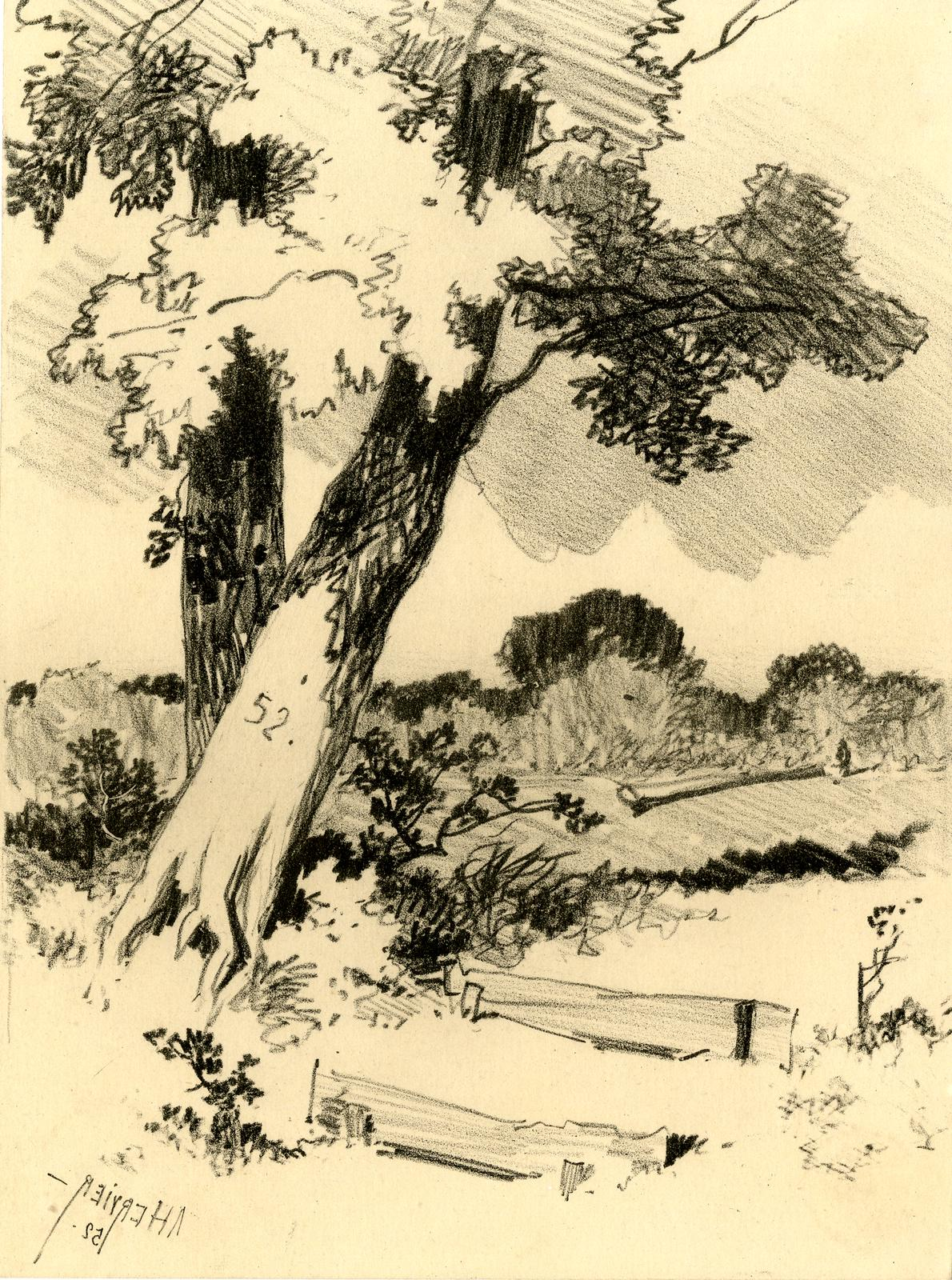
Paysage avec deux arbres à gauche (1852), lithographie (Londres, British Museum).
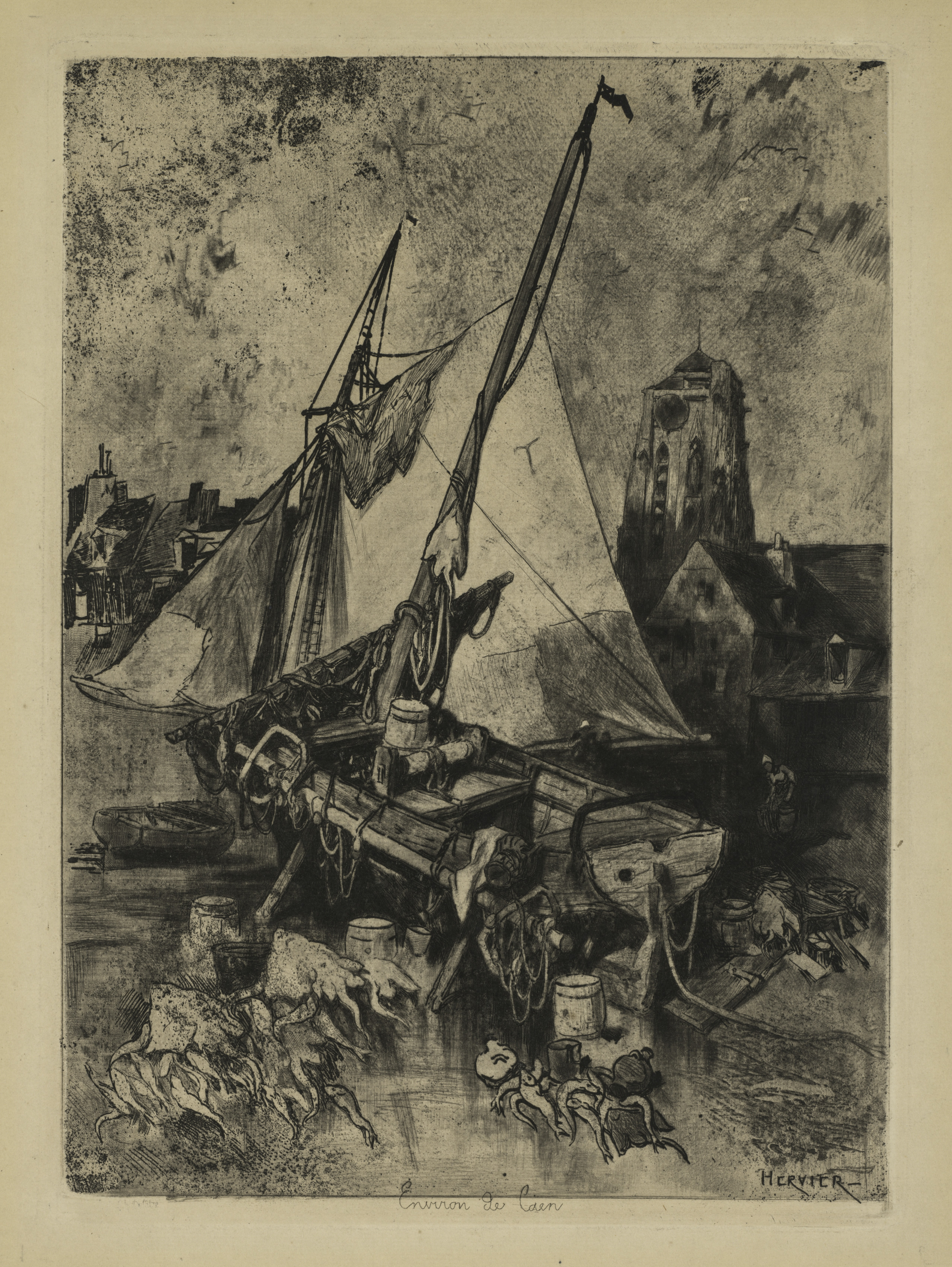
Bateaux de pêche, Normandie (environ de Caen) (1862), eau-forte et aquatinte (Cleveland, Cleveland Museum of Art).
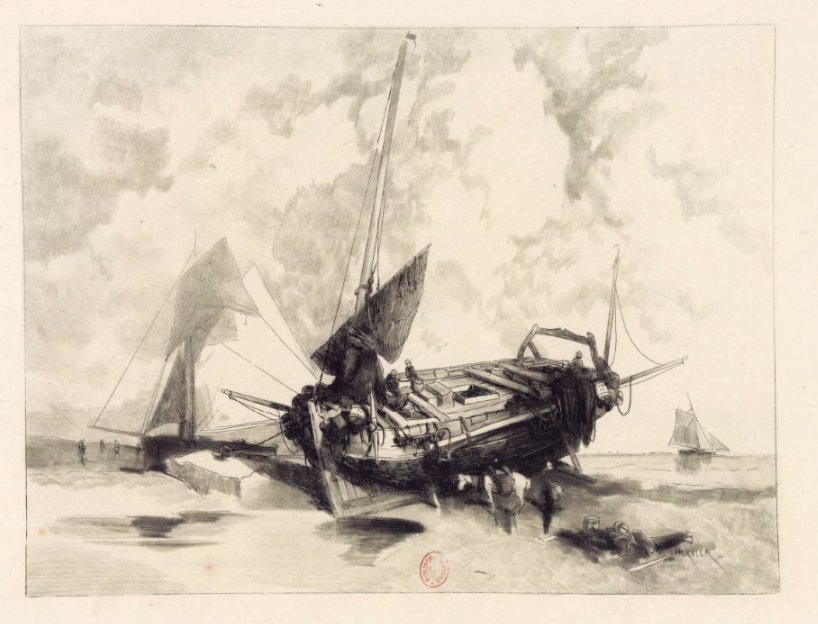
Une barque à marée basse. Boulogne-sur-Mer (1863), eau-forte publiée dans Société des Aquafortistes. Eaux-fortes modernes originales et inédites....
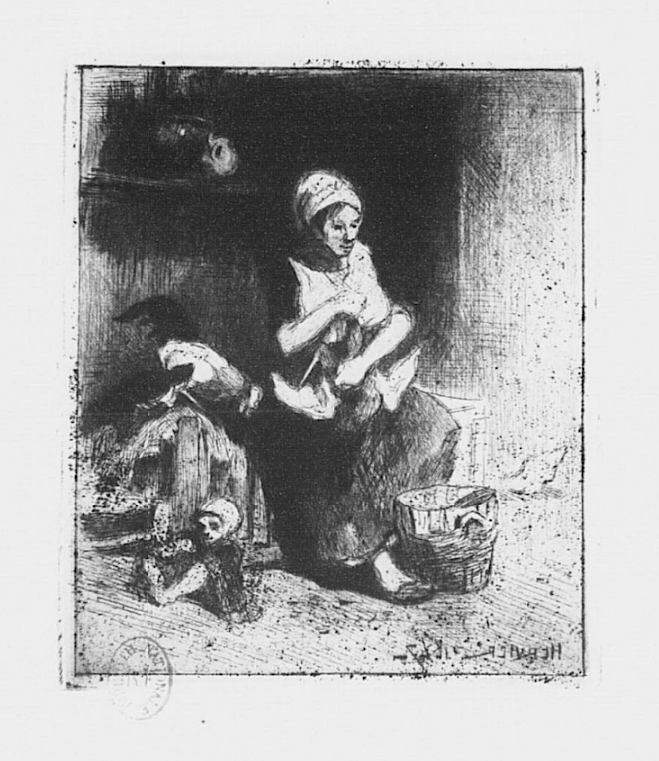
L'Éplucheuse de volailles, eau-forte publiée dans Paris à l'eau-forte (février 1876).
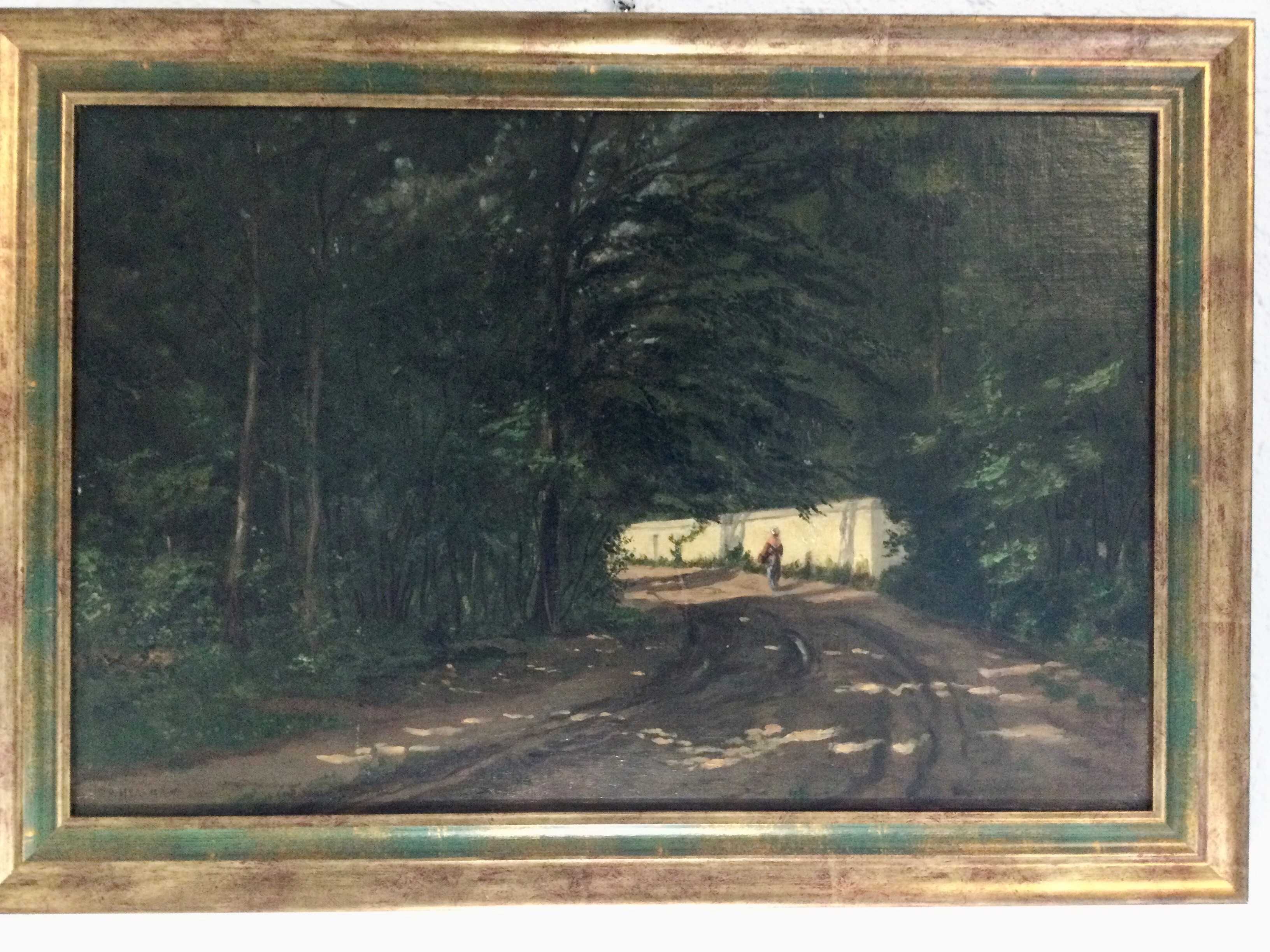
Jeune fille sur un chemin (date ?), huile sur toile (lieu de conservation ?).
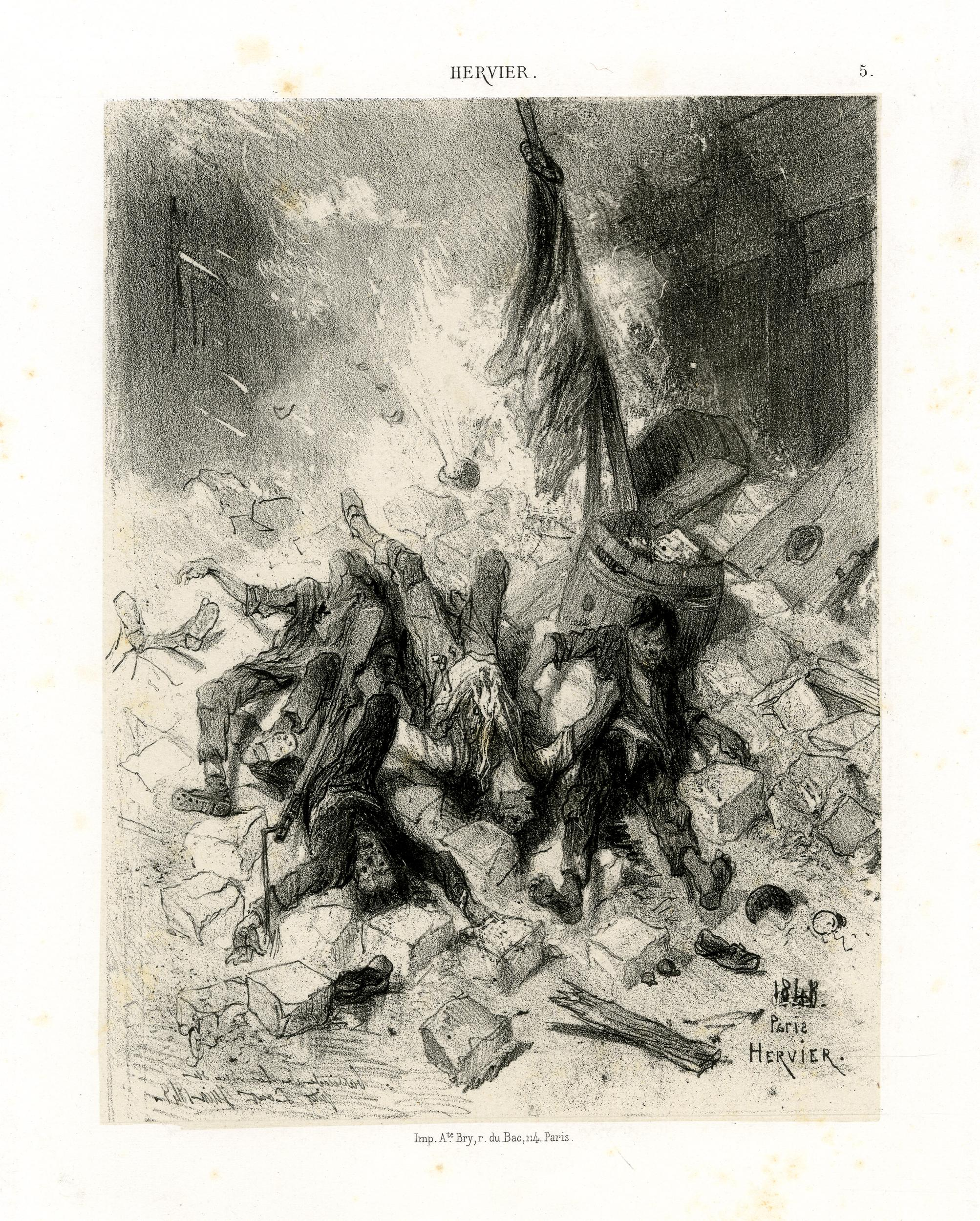
Scène de barricade, révolution de 1848 (1848), lithographie (Londres, British Museum).